# Почка (река)
Почка — река в России, протекает по Грязовецкому району Вологодской области. Устье реки находится в 64 км от устья Лежи по левому берегу. Длина реки составляет 26 км.
Почка образуется слиянием небольших рек Точанка и Козулинка около деревни Угленцево (Перцевское муниципальное образование) примерно в 20 км к юго-востоку от Грязовца. Генеральное направление течения — на север. Протекает деревни Жерноково, Гридино, Слудки, Дыроватово, Мишутино.
Впадает в Лежу напротив деревни Становое.

## Данные водного реестра
По данным государственного водного реестра России относится к Двинско-Печорскому бассейновому округу, водохозяйственный участок реки — Северная Двина от начала реки до впадения реки Вычегда, без рек Юг и Сухона (от истока до Кубенского гидроузла), речной подбассейн реки — Сухона. Речной бассейн реки — Северная Двина.
Код объекта в государственном водном реестре — 03020100312103000006691.